# Microgomphus svihleri
Microgomphus svihleri – gatunek ważki z rodziny gadziogłówkowatych (Gomphidae). Znany jedynie z kilku okazów odłowionych w Mjanmie i Tajlandii.